# Sanctuaire de Jésus Nazareno de Atotonilco
Le Sanctuaire de Jésus Nazareno de Atotonilco (espagnol : Santuario de Atotonilco) est un complexe-sanctuaire chrétien situé à proximité de San Miguel de Allende, dans le Guanajuato, au Mexique. Elle est surnommée la « Chapelle Sixtine des Amériques ».
Le complexe a été construit au XVIIIe siècle par le Père Luis Felipe Neri de Alfaro. La principale caractéristique de ce complexe est la richesse des fresques baroques qui orne la nef principale et les chapelles. Ce fut principalement l'œuvre d'Antonio Martinez de Pocasangre qui le réalisa sur une période de trente ans.

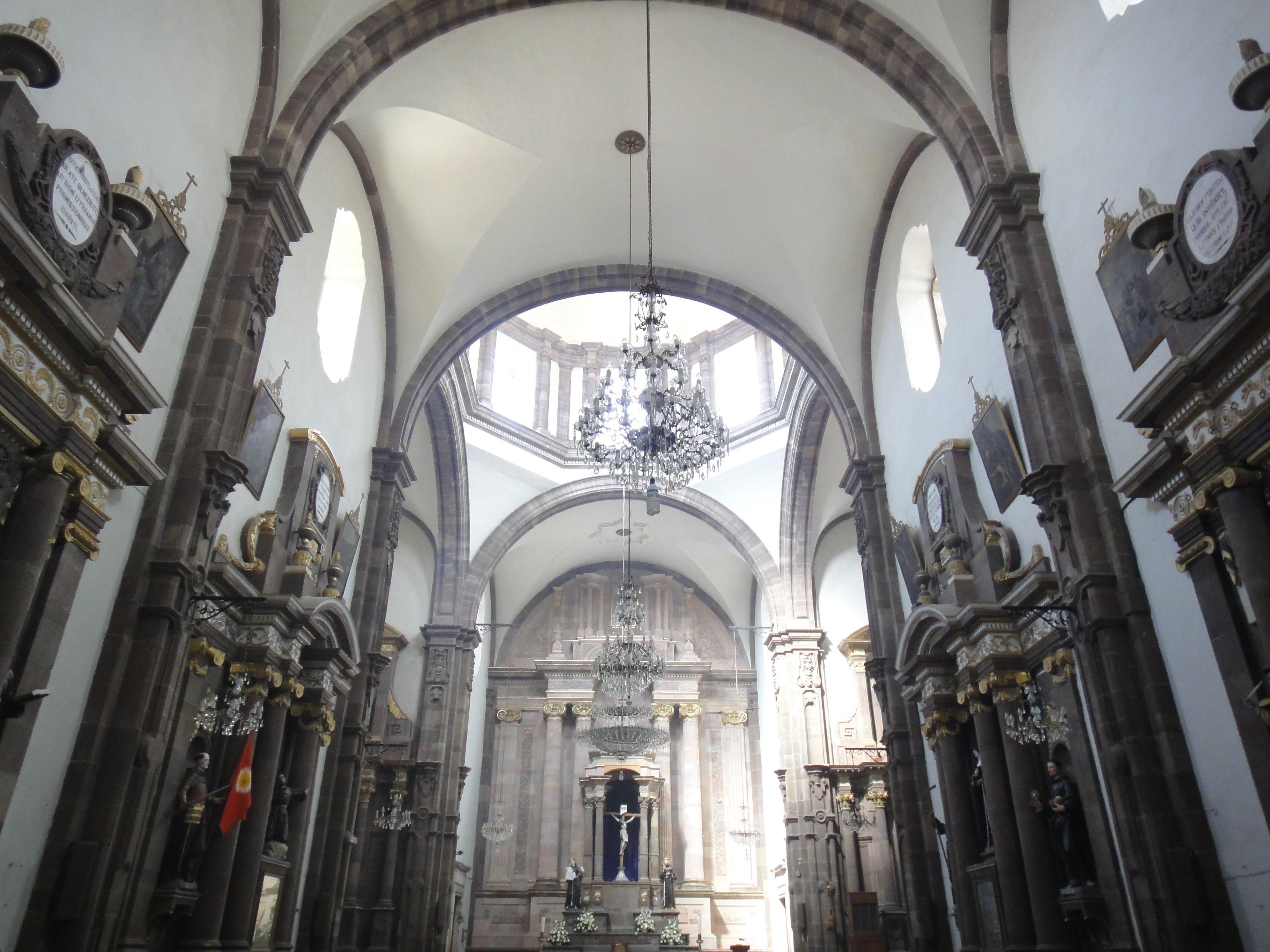
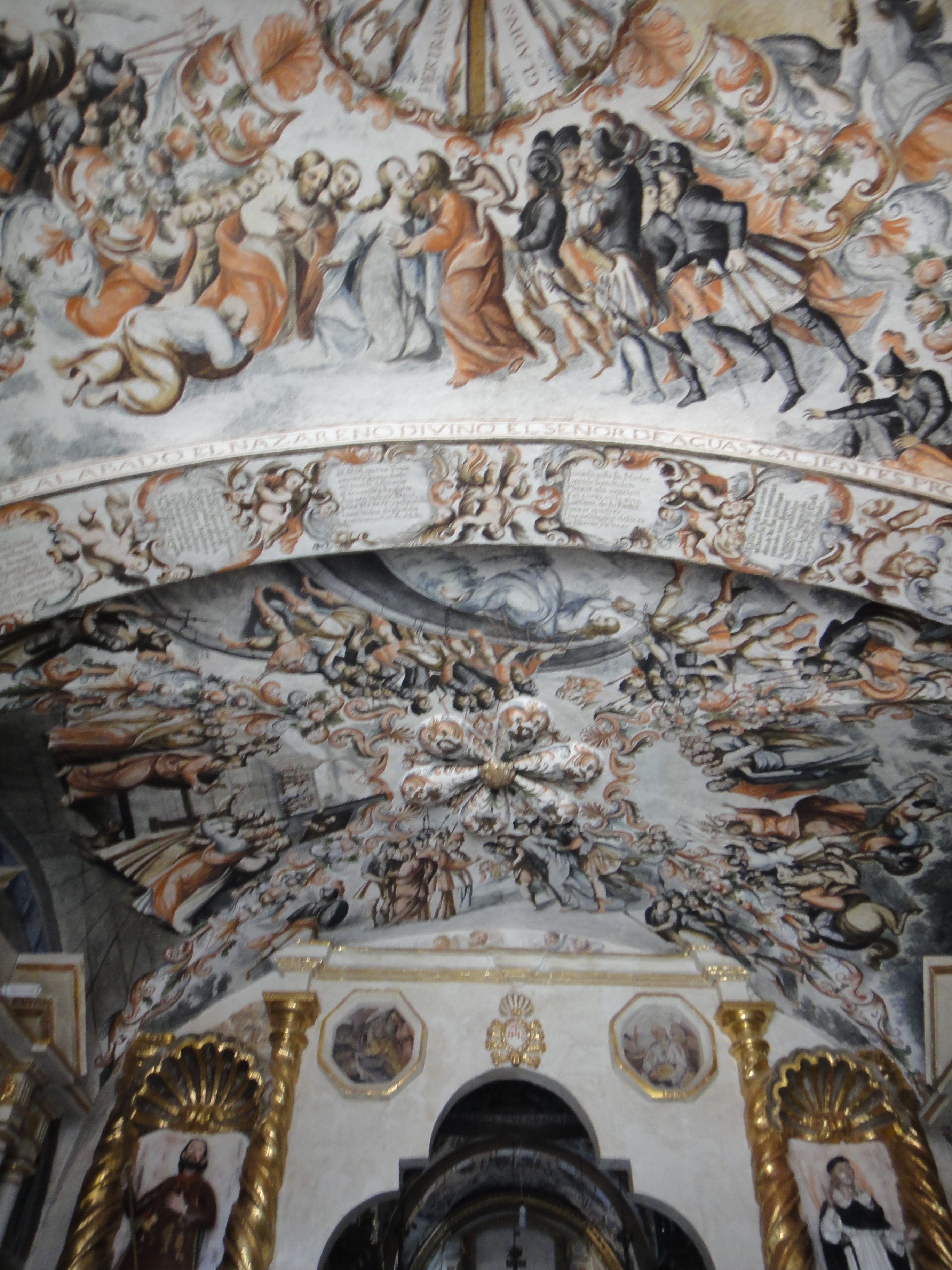
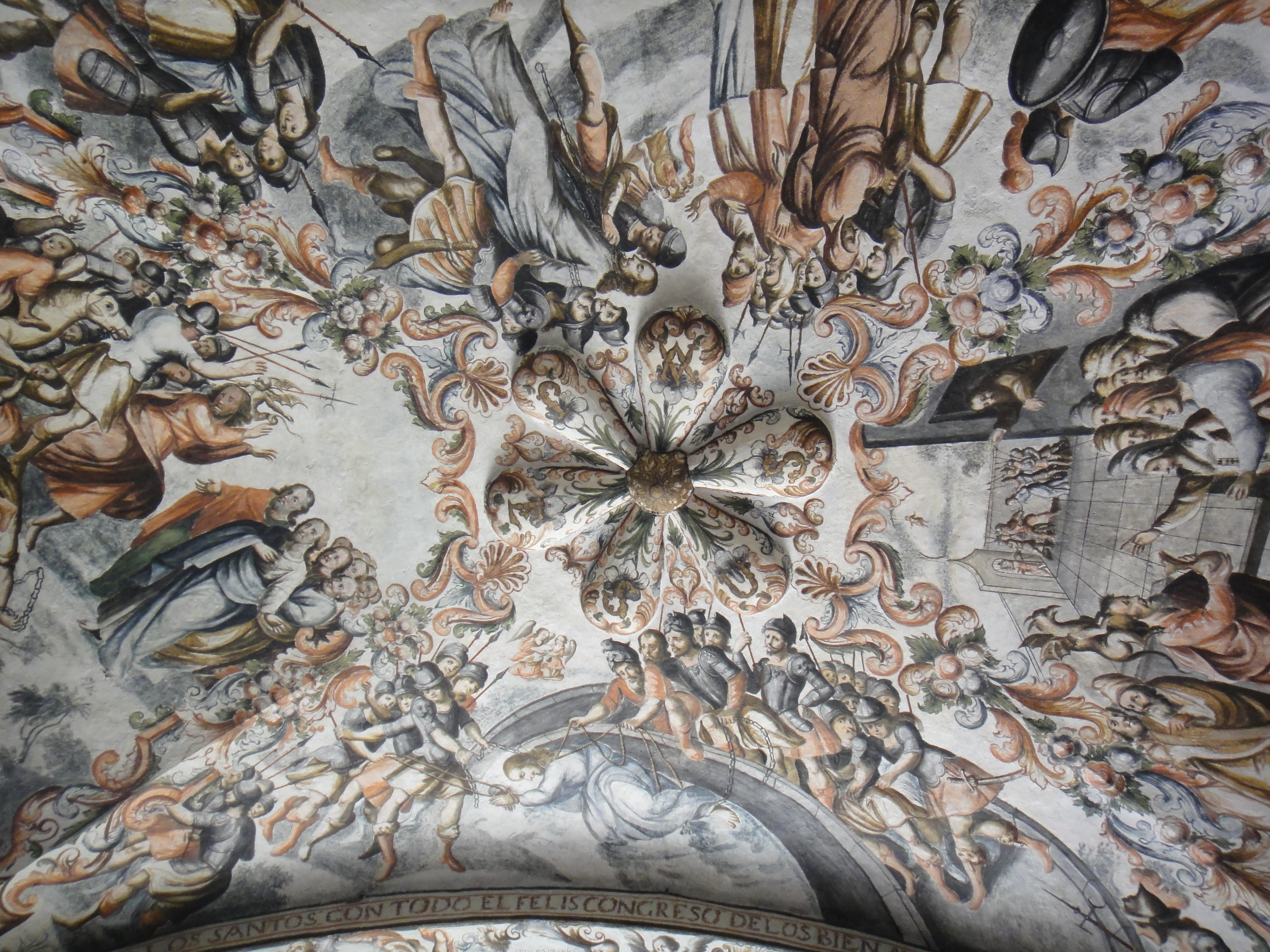
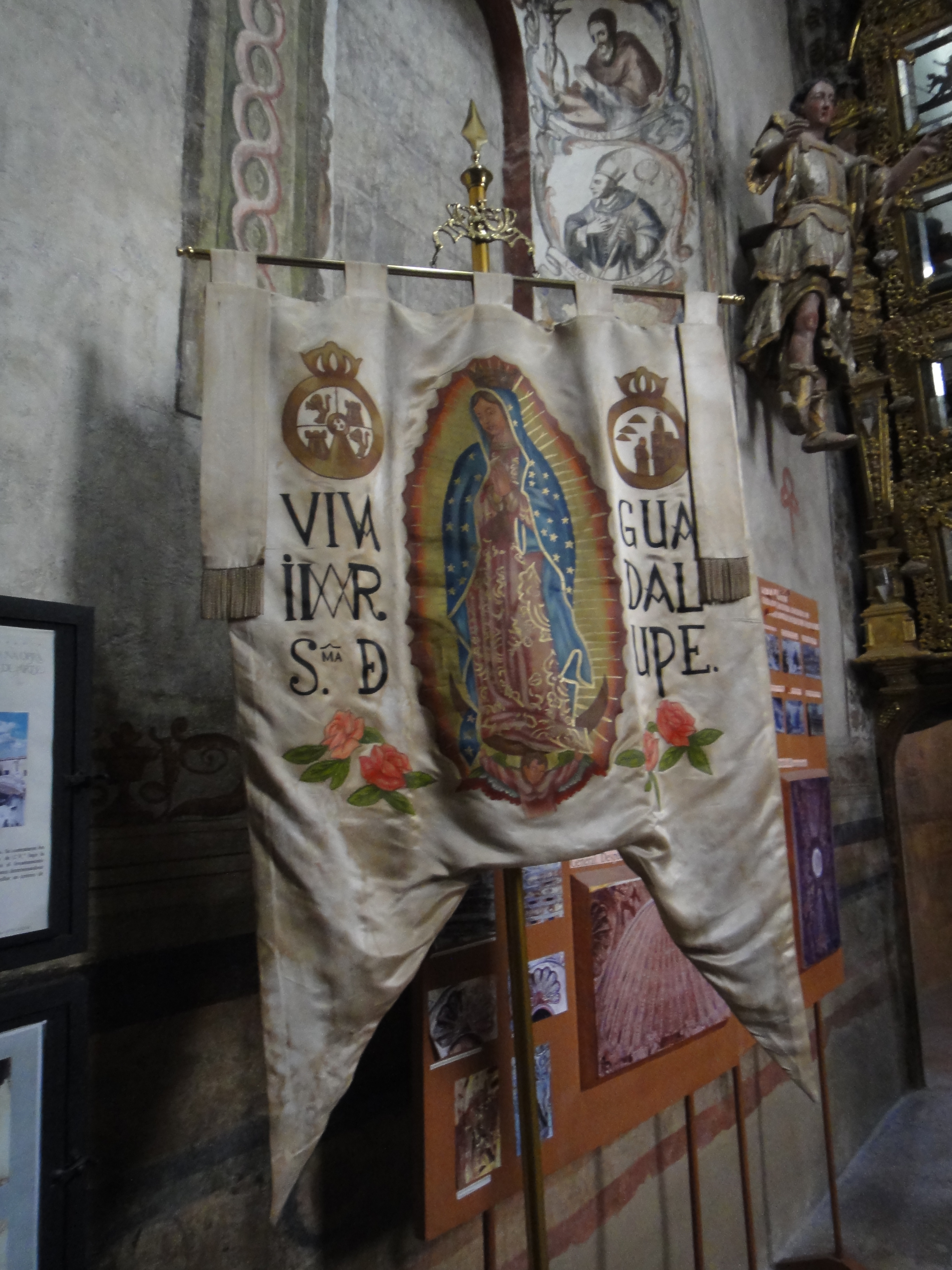
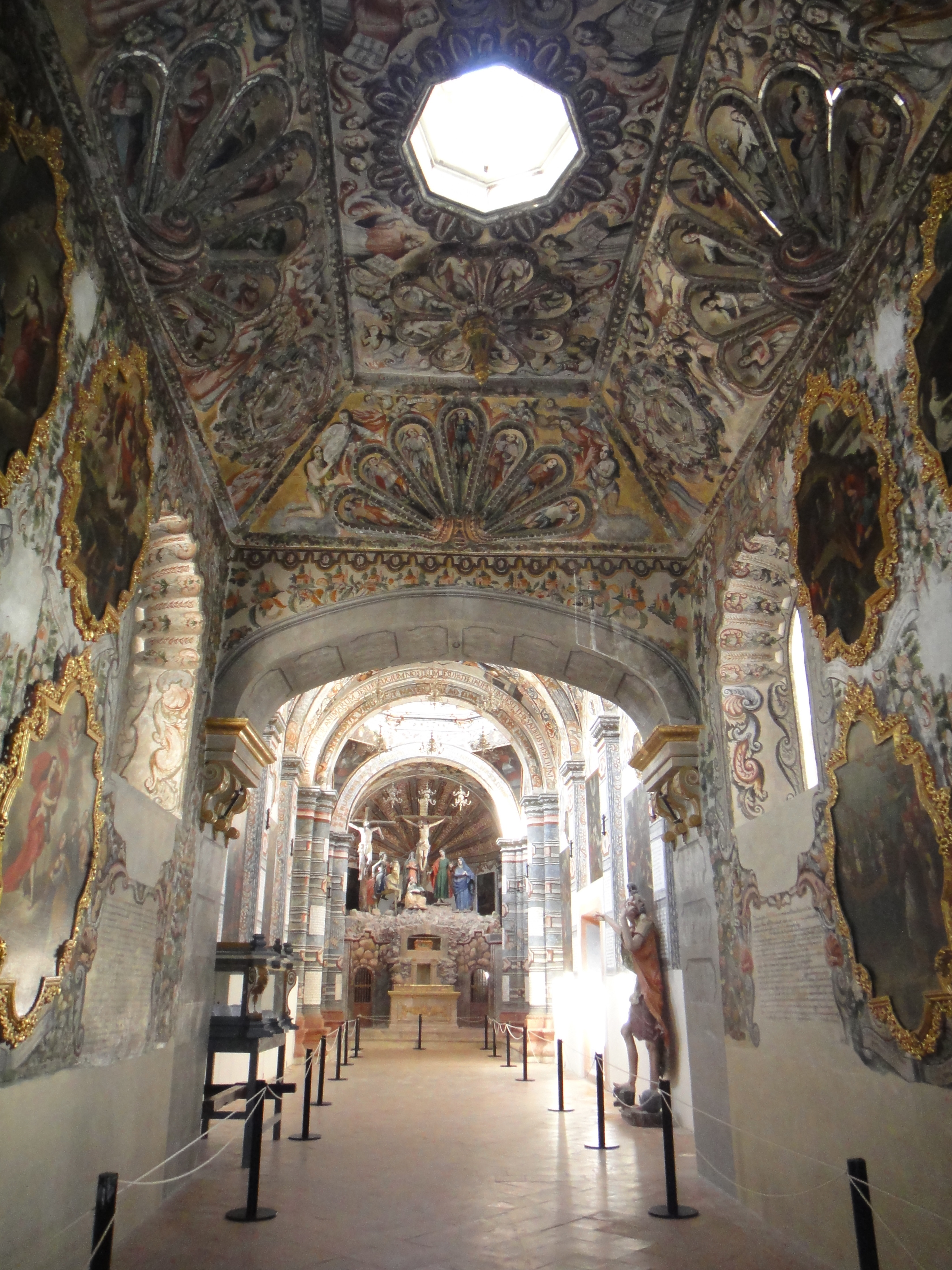